# Jackson Gonçalves
Pour les articles homonymes, voir Jackson.
Jackson Gonçalves est un footballeur brésilien né le 3 juin 1988 à Franca dans l'État de São Paulo. Il joue au poste d'arrière droit.

## Biographie
Le 9 décembre 2013, Jackson est échangé au Toronto FC contre une allocation monétaire et un choix de 2e lors de la MLS SuperDraft 2015.

## Palmarès
Vierge